# György Ránki
György Ránki (Boedapest, 30 oktober 1907 – aldaar, 22 mei 1992) was een Hongaars componist en musicoloog.

## Levensloop
Ránki studeerde van 1926 tot 1930 aan de Ferenc Liszt-Akademie voor muziek te Boedapest onder anderen bij Zoltán Kodály. Door een samenwerking met László Lajtha aan het Etnografische museum in Boedapest werd hij zeer geïnteresseerd in volksmuziek en ethnomusicologie. Later studeerde hij Aziatische volksmuziek in Londen en Parijs aan het Musée de l'Homme.
Vervolgens leefde hij in zijn geboortestad als freelance componist en - kort na de Tweede Wereldoorlog - als medewerker en hoofd van de muziekafdeling bij de Hongaarse omroep (1947-1948). Naast rond 60 werken voor de film en veel toneelmuziek schreef hij ook werken voor orkest, harmonieorkest, cantates en kamermuziek.
In 1952 werd hij onderscheiden met de Erkel Prijs en in 1954 met de Kossuth Prijs.

## Composities

### Werken voor orkest
- 1977 Symfonie nr. 1
- 1978 Brácsaverseny (Concert), voor altviool en orkest
- 1978 Concertino, voor cimbalom en orkest
  1. Con moto capriccioso
  2. Andante espressivo
  3. Presto
- Don Quijote and Dulcinea, voor strijkorkest
- 1514 fantasie uit het ballet voor piano en orkest
  1. Prologue
    1. On the March

  2. Peasant Sharpening his Seythe
    1. Breaking down the gates
    2. Peasant Rebel
    3. Dozsa at the Bastion
    4. The Clash

  3. Defeat
    1. Stakes
    2. Gyorgy Dozsa
    3. Werboczy
    4. Intermezzo

  4. Friar Lorincz
  5. Epilogue
- Preludium, voor orkest
- Symfonie nr. 2

### Werken voor harmonieorkest en koperensemble
- 1987 Ludapo mesei (De sprookjes van vader gans), voor harmonieorkest
  1. Egy szuperlud promenadja (Promenade van een supergans)
  2. Egi utazas (Hoge vlucht)
  3. Lud-to (De zee voor de gans)
  4. Szoros kuzdelem... - Ludapo szerelmi... (Kort gevecht... - lieve dood...)
  5. Es Ludapo ujra repul (En vader gans mag opnieuw vliegen)
- 1992 Varazsital balettszvit (Suite uit het ballet "A varázsital"), voor harmonieorkest
  1. Oromtanc (Dance of Joy)
  2. Kisertetek tanca (Ghosts' Dance)
  3. Euforia (Euphory)
  4. Nepunnepely (A Folk Festival)
- A hetfeju sarkany szerenadja (De serenade van de zevenkoppige draak), voor koperensemble
  1. 7 fej - 1 lelek (7 koppen, maar 1 hart)
  2. Tipego (Dansen op de tenen)
  3. Vonaglos (Zich zelf schudden)
  4. Tuzokado tanc (Dans van de draak)

### Oratoria
- 1944 Cantus urbis - libretto: Miklós Radnóti
- 1972 Ének a városról, oratorium - libretto: Tibor Déry
- 1991 Lament of Jesus (Inscription on a triptych in the Cathedral of Lübeck), voor bas, gemengd koor en orkest
- 1992 Káin és Ábel

### Muziektheater

#### Opera's
| Voltooid in | titel                                                   | aktes             | première                                    | libretto                                                                  |
| ----------- | ------------------------------------------------------- | ----------------- | ------------------------------------------- | ------------------------------------------------------------------------- |
| 1953        | Pomádé király új ruhája (Koning Pomade's nieuwe kleren) | 2 aktes, 8 scènes | 1953, Boedapest                             | Amy Károlyi naar Hans Christian Andersen "De nieuwe kleren van de keizer" |
| 1963        | Muzsikus Péter új Kalandja                              | 2 bedrijven       |                                             | Joseph Romhányi naar het boek van Clara R. Chitz                          |
| 1970        | Az ember tragédiája (De tragedie van de mens)           | 2 bedrijven       | 4 december 1970, Boedapest, Nationaal opera | van de componist naar Imre Madách                                         |
| 1979        | A holdbéli csónakos                                     |                   |                                             | Sándor Weöres                                                             |

#### Balletten
| Voltooid in | titel                          | aktes                     | première        | libretto                                                                 | choreografie |
| ----------- | ------------------------------ | ------------------------- | --------------- | ------------------------------------------------------------------------ | ------------ |
| 1956        | Pázmán lovag                   |                           |                 |                                                                          |              |
| 1961        | 1514                           |                           | 1961            |                                                                          |              |
| 1965        | Cirkusz (Circus)               | proloog en vijf taferelen | 1966, Pécs      | Karinthy Frigyes                                                         |              |
| 1975        | A varázsital (Der Wundertrank) | 2 bedrijven, 4 taferelen  | 1975, Wiesbaden | Imre Keres naar Émile Zola "Der Wundertrank oder der Streit der Fischer" |              |

#### Musicals
| Voltooid in | Titel                                                   | Uitvoeringen | Première        | Libretto                                 | Verdere liedteksten | Choreografie |
| ----------- | ------------------------------------------------------- | ------------ | --------------- | ---------------------------------------- | ------------------- | ------------ |
| 1961        | Egy szerelem három éjszakája (3 Nachten van een liefde) |              | 1961, Boedapest | Miklós Hubay, István Vas en de componist |                     |              |

#### Toneelmuziek (Uittreksel)
- 1935 A hazug (Il bugiardo) - tekst: Carlo Goldoni
- 1947 A nők öszeesküvése (Het Vrouwenparlement - tekst: Aristophanes
- 1957 Der gute Mensch von Sezuan - tekst: Bertolt Brecht
- 1962 The Streetcar Names Desire - tekst: Tennessee Williams

### Vocale muziek
- 1956 Jaj de szépen muzsikálnak, voor zangstem en piano
- 1961 Három Gyermekkar, voor 5 vocaalsolisten en 3-stemmig koor
- 1975 Tornanota, voor 2 zangstemmen en piano - tekst: László Hárs
- 1976 Csóri Csuka, voor zangstem en viool - tekst: Mária Iványi
- 1986 Zsoltár Gyermekhangra, voor 3 solisten, 3 trompetten en orgel - tekst: Mihály Babits
- 1987 Két Spirituálé, voor zangstemmen en 3 trompetten
- A Hattyúdal című filmből (A Villa Negra románca), voor zangstem en piano
- Klaaglied tot herinnering aan Kodály, voor zangstem en piano

### Kamermuziek
- A kolto dala (The poet's song), voor trompet en harp
- Don Quijote and Dulcinea, voor hobo en piano
- Dans uit Zevenburgen, voor blokfluit en piano

### Werken voor piano
- Zwei Wunderöchslein, voor piano vierhandig

### Filmmuziek
- 1932 Marie, légende hongroise
- 1935 Az új földesúr (The New Landlord)
- 1936 Az aranyember
- 1948 Tüz
- 1949 Szabóné (Anna Szabó)
- 1951 A kiskakas gyémántfélkrajcárja
- 1952 Ütközet békében (Battle in Peace)
- 1953 A város alatt (Under the City)
- 1954 Életjel (Fourteen Lives)
- 1955 Kati és a vadmacska
- 1955 Két bors ökröcske
- 1956 Körhinta (Merry go-round)
- 1957 Két vallomás (Two Confessions)
- 1957 A tettes ismeretlen (Danse macabre)
- 1957 Bolond április (Summer Clouds)
- 1957 Láz (Fever)
- 1958 Édes Anna
- 1958 Razzia
- 1959 Pár lépés a határ (A Few Steps to the Frontier)
- 1961 Zápor (Shower)
- 1961 Dúvad (The Brute)
- 1961 Amíg holnap lesz
- 1963 Hattyúdal
- 1964 Ha egyszer húsz év múlva (Evidence)
- 1966 És akkor a pasas... (ook: Egy filmrendezo feljegyzesei)
- 1967 Egy nap a paradicsomban
- 1967 Egy szerelem három éjszakája (Three Nights of Love)
- 1969 A beszélö köntös (Talking Caftan)
- 1970 Utazás a koponyám körül (Trip Around My Cranium)
- 1974 A pendragon legenda
- 1974 Álmodó ifjúság (Dreaming Youth)
- 1980 Mekk Elek az ezermester 12 tv episodes
- 1980 Karcsi kalandjai tv-film
- 1986 Zenés TV színház (ook: Egy szerelem három éjszakája)
- 1989 A halálraítélt (On Death Row)
- 1998 Országalma